# Байдаліно
Байда́ліно (рос. Байдалино) — присілок у складі Ярського району Удмуртії, Росія.
В присілку є дитячий садок та школа (відкрита 1897 року, відремонтована 2002 року, 2005 року створено музейну кімнату).

## Населення
Населення — 157 осіб (2010, 196 у 2002).
Національний склад станом на 2002 рік:
- удмурти — 91 %